# ママと私たち
『ママと私たち』は、1960年4月8日から1961年3月31日まで放送されたNHKのドラマ番組。NHKのテレビドラマのレギュラー番組に於いて、初のカラー制作である。全46回。
以下の文は、NHKアーカイブスサイトの「NHK放送史」の当番組のサイト及び「NHKクロニクル」の記録を基に記載したものである。

## 概要
子どもたちの成長につれて起こる身近な問題を取り上げた、ファミリードラマである。

## 放送時間
- NHK総合テレビ 金曜 20:00 - 20:30
- NHK教育テレビ（東京） カラー実験放送 日曜 14:00 - 14:30（2日遅れ。初回から第18回放送分まで）[4]

総合テレビでのカラー本放送開始は、1960年9月10日（東京・大阪両局）であり、それ以前での同チャンネルではモノクロ放送であったので、それまでの期間中は、その放送の2日後に教育テレビ東京のカラーテレビ実験放送の時間帯を使ってカラーで放送された。

## 出演者
- 竜崎一郎
- 清川虹子
- 磯村みどり
- 市川芳雄
- 池田秀一
- 劇団こまどり

ほか

## スタッフ
- 原作 - 石山透、たなべまもる
- 音楽 - 内藤法美
- テーマソング 歌 - 朝丘雪路、フォー・コインズ